# República
Pour les articles homonymes, voir Republica.
República est une mini-série brésilienne écrite par Wilson Aguiar Filho, dirigée par Walter Avancini, produite par Paulo Cesar Ferreira et diffusée sur la chaîne Rede Globo en 1989. Commémorant la Proclamation de la république au Brésil le 15 novembre 1889, elle fait suite à la mini-série Abolição diffusée par la même chaîne l’année précédente.